# Sergiu Nicolaescu
Sergiu Nicolaescu (romanès: Sergiu Florin Nicolaescu)  (Târgu Jiu, 13 d'abril de 1930 - Bucarest, 3 de gener de 2013) Sergiu Florin Nicolaescu va ser un director de cinema, actor i polític romanès.
Va ser conegut sobretot per les seves pel·lícules històriques, com Mihai Viteazul (1970, estrenada en anglès amb el títol equivalent Michael the Brave i també com a The Last Crusade), Dacii (1966, Les Guerriers), Războiul Independenței (1977, War of). Independència), així com per la seva sèrie de thrillers que tenen lloc al Regne d'entreguerres de Romania, com Un comisar acuză (1973, Un inspector de policia crida). Joanna Pacula va protagonitzar la seva pel·lícula Ultima noapte de dragoste (L'última nit de l'amor) el 1980 abans d'emigrar als Estats Units, on va tenir una carrera molt reeixida.

## Biografia
Nicolaescu va néixer a Târgu Jiu, comtat de Gorj, però va créixer a Timișoara, on la seva família es va traslladar quan ell tenia 5 anys. Es va graduar a la Universitat Politècnica de Bucarest com a enginyer mecànic. Després de graduar-se va començar a treballar com a operador de càmera. Era treballador, ben organitzat, curiós, intel·ligent i amb ganes d'aprendre. Durant aquests anys va adquirir moltes de les habilitats que han resultat tan útils a l'hora de fer les seves pel·lícules posteriors.

## Director de cinema, escriptor i actor
Nicolaescu va ser considerat durant la seva vida, com és ara, el director de cinema romanès més popular, estimat i prolífic. La seva aclaparadora carrera cinematogràfica de 55 anys ens deixa avui el seu llegat d'unes 60 pel·lícules, per a la realització de les quals actuava de vegades, simultàniament, com a director de cinema, com a actor i com a escriptor/guionista. A la seva Romania natal, és recordat com una superestrella pel seu patriotisme, els grans elogis que va guanyar com a director de cinema i la seva personalitat carismàtica i forta.
El debut de Nicolaescu com a director va ser l'any 1962 amb el curtmetratge Scoicile nu au vorbit niciodată (Les petxines no han parlat mai). El seu primer llargmetratge va ser el 1967 Francès co -Romanian producció Dacii (Les Guerriers). La pel·lícula va ser presentada al 5è Festival Internacional de Cinema de Moscou. Nicolaescu va continuar la seva carrera cinematogràfica dirigint un gran nombre de pel·lícules i protagonitzant moltes de les seves pròpies pel·lícules. La seva pel·lícula de 1971 Mihai Viteazul va ser presentada al 7è Festival Internacional de Cinema de Moscou. Com a detall anecdòtic, a ET The Extraterrestrial de Steven Spielberg (només en versió original), el jove Elliott mira aquesta pel·lícula a la televisió - Mihai Viteazul a la versió nord-americana– l'escena amb la batalla de Calugareni. La seva pel·lícula de 1976 The Doom va ser presentada al 10è Festival Internacional de Cinema de Moscou.
Mihai Viteazul (Miquel el Valent) va governar els principats de parla romanesa (Valàquia, Moldàvia i Transsilvània), una unió que va aconseguir sota el seu regnat durant un període molt breu (1600–1601). Inicialment es va planejar que Sergiu Nicolaescu produís Mihai Viteazul amb superestrelles de Hollywood interpretant els personatges principals. Les autoritats comunistes de l'època van governar dràsticament per a un repartiment totalment romanès. L'obstacle, finalment, es va sortejar mitjançant el càsting, en el paper principal de Mihai Viteazul l'actor Amza Pellea, que va aconseguir una interpretació magistral de l'heroi. Sergiu Nicolaescu va ser capaç, al llarg de la seva carrera, de seleccionar els millors actors disponibles per als personatges que havien de retratar.
La majoria de les pel·lícules de Nicolaescu estan construïdes al voltant de figures i esdeveniments de la història romanesa, i encara que mostren un domini superior, en l'enfocament realista (imposat) segueixen una mica els patrons de les pel·lícules històriques dels països governats comunistes. Durant el període comunista, algunes d'aquestes pel·lícules van ser considerades innovadores, ja sigui per la seva manera de presentar públicament la història romanesa o per la representació magistral de la dimensió heroica de la seva història. Per exemple, la pel·lícula " Războiul independenţei " va ser la primera pel·lícula realitzada durant l'època comunista a Romania per descriure un rei de Romania (és a dir, Carol I) d'una manera positiva. D'altra banda, Mircea (1989, també conegut com a Proud Heritage) va ser considerat per alguns crítics com un esforç menys realitzat artísticament. No obstant això, Mircea va ser bloquejat oficialment de la distribució, fins a la revolució romanesa de 1989 ("Tot el que he fet va ser presentar un líder estatal diferent de Nicolae Ceaușescu. Va entendre i va aturar la pel·lícula [des de l'estrena]"). No obstant això, quan finalment Mircea es va estrenar al públic, la pel·lícula va ser molt ben apreciada.

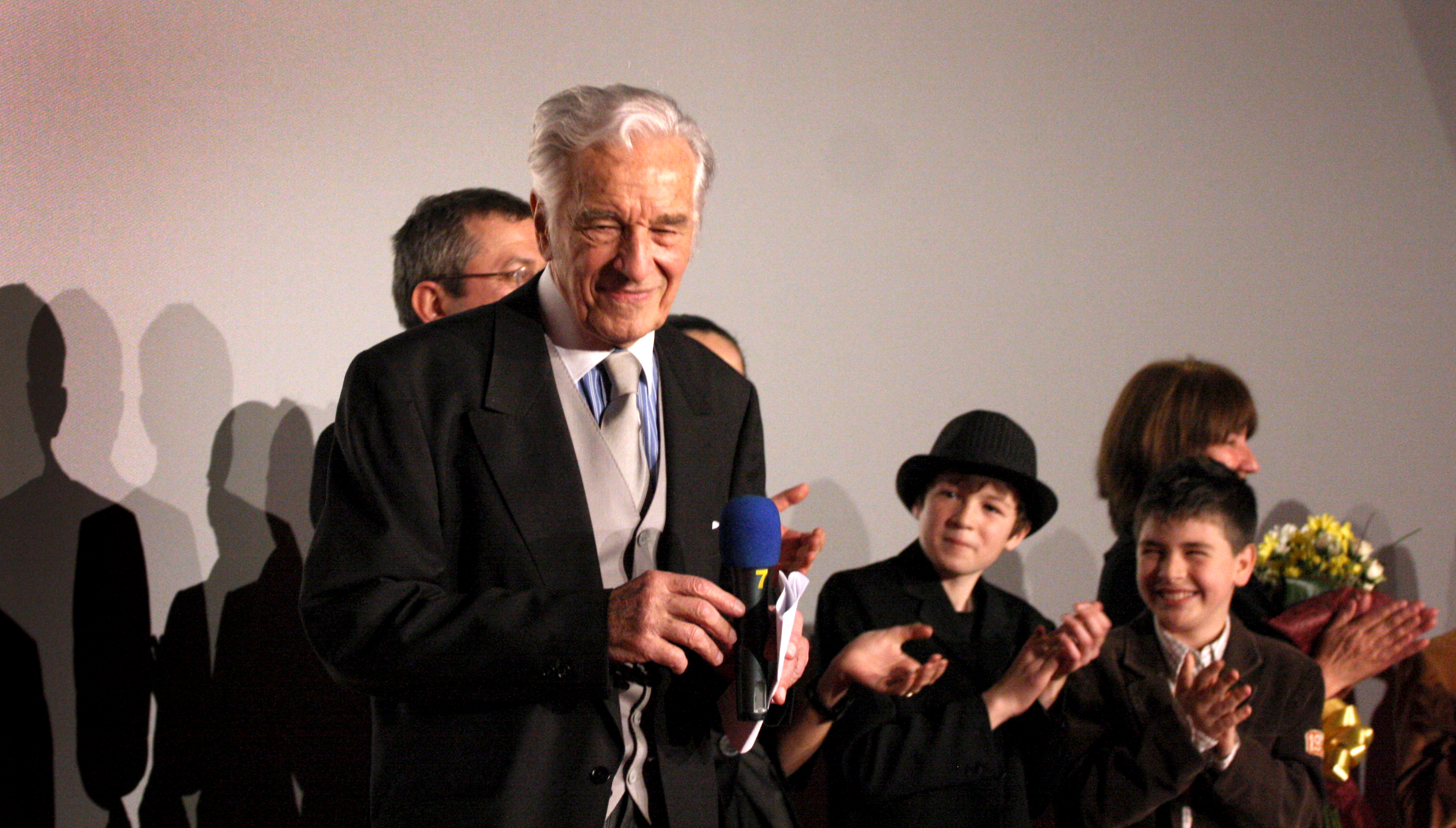
Sergiu Nicolaescu a l'estrena de Carol I

Nicolaescu va produir representacions impecables de les batalles històriques i els vestits. Per exemple, a través de les seves recreacions de la batalla de Călugăreni a Mihai Viteazul i tant la croada de Nicopole com la batalla de Rovine a Mircea, Nicolaescu mostra un domini brillant del seu ofici, dirigint magistralment un enorme equip d'actuació (actors, extres, etc.) cap a la representació de detalls precisos, amb aquests mitjans forjant pel·lícules de gran èxit. Per exemple, quan va fer Mihai Viteazul, Nicolaescu va gestionar amb èxit un equip de 5.000 membres, actors i figurants i, malgrat les òbvies limitacions tècniques dels mitjans de comunicació als anys setanta (no hi havia telèfons mòbils disponibles, per exemple), va imposar una disciplina estricta durant el rodatge de cada foc de canó i cada escena d'atac, ajudant així que tot es col·loqui sota el seu ordre únic.
La seva pel·lícula Mihai Viteazul va ser considerada la millor de les pel·lícules històriques romaneses i és una de les més apreciades a nivell mundial d'aquest tipus (per exemple, tenint en compte les classificacions d'imdb). La pel·lícula es va estrenar el 1970 a Romania i a tot el món per Columbia Pictures com a The Last Crusade. Una seqüència de televisió a "ET" de Steven Spielberg (versió original, sense tallar) mostra imatges de "Mihai Viteazul" (escenes amb la batalla de Călugăreni).
Mentre creava aquestes pel·lícules històriques, va rebre el suport del Ministeri de Defensa romanès amb un gran nombre d'extres i equipament de guerra. Va documentar les seves pel·lícules històriques de manera meticulosa, amb aquesta finalitat buscant l'assessorament de consultors militars i historiadors distingits de l'Acadèmia Romanesa. Tot i això, aquestes pel·lícules també tenen qualitats estètiques i són l'expressió de la visió de Sergiu Nicolaescu com a director de cinema i escriptor.
La seva pel·lícula de 1985 The Ring va ser presentada al 14è Festival Internacional de Cinema de Moscou. Per a aquesta pel·lícula, Nicolaescu va realitzar un entrenament de boxa molt intensiu amb un antic campió d'Europa de boxa. La intensitat del seu entrenament per a aquesta pel·lícula va ser similar a la que va realitzar l'equip de boxa olímpic de Romania en aquell moment. En aquella època Nicolaescu tenia 50 anys i els seus partits de boxa i els èxits d'aquesta pel·lícula són reals i contra oponents forts.
La seva gran capacitat de treball va ser àmpliament admirada pels seus col·legues i la tripulació. Es considera que un altre mèrit de la seva realització cinematogràfica prové d'assumir riscos enormes, però encara ben calculats, durant el rodatge. Per exemple, per a les escenes de guerra, va utilitzar dinamita i trotyle, així com sang real. En aquestes situacions sempre hi havia una alta probabilitat que els actors o els operadors de càmera tinguessin por de complir amb les seves tasques. Va ser un gran mèrit de Sergiu Nicolaescu que, per a totes les tasques difícils o molt arriscades, fos capaç de mostrar amb detall a qualsevol actor o operador de càmera exactament el que havia de fer abans de fer-ho. En aquestes circumstàncies, durant els seus 50 anys de carrera com a director de cinema i actor, Nicolaescu va patir diversos accidents o malalties: tot i així va continuar actuant i va acabar els seus projectes cinematogràfics amb valentia i de vegades amb un gran cost personal (per exemple, mentre produïa Mihai Viteazul).
Després de Mircea, Nicolaescu amplia els temes històrics, dirigint pel·lícules que donen llum positiva a Ion Antonescu, el dictador romanès alineat amb l'Eix durant el període de la Segona Guerra Mundial (el seu Începutul adevărului, també conegut com Oglinda), o que glorificava l'heroïna de la Primera Guerra Mundial Ecaterina Teodoroiu. (Triunghiul morţii, també conegut com a Triangle de la mort).

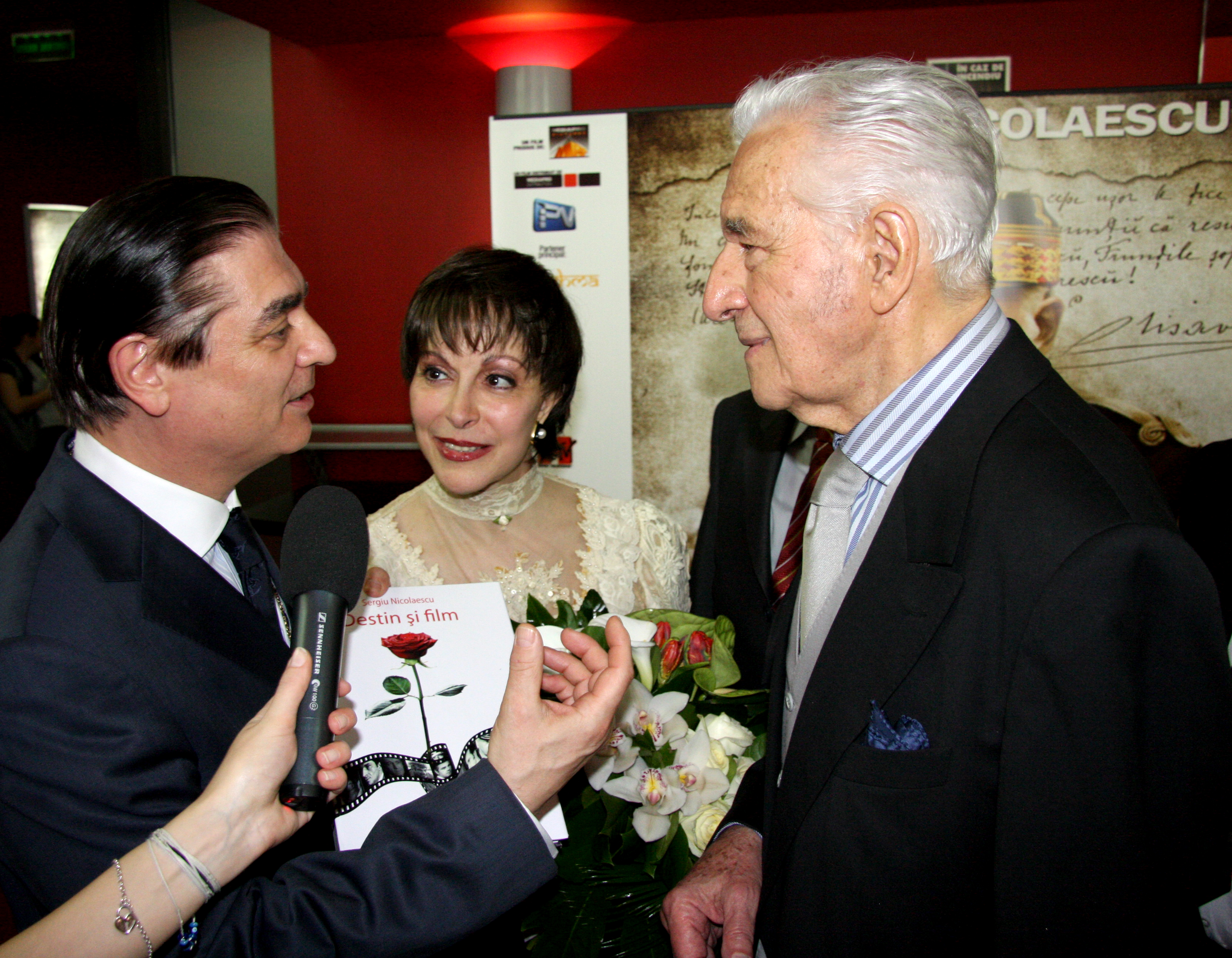
Sergiu Nicolaescu i el príncep Paul

Un experimentat director d'escenes de batalla, Sergiu Nicolaescu, segons diu la llegenda, hauria estat capaç de filmar uns 70–80 metres de plans útils en la mateixa quantitat de temps que necessitaria el director mitjà per produir 12–15 metres.
Tot i que les seves últimes pel·lícules no van ser tan populars com les seves produccions anteriors, va continuar dirigint noves pel·lícules, com Orient Express (2004) o Cincisprezece (2005), una història d'amor ambientada durant la revolució romanesa de 1989, Supravietuitorul (2008), Carol I (2009) i Poker (2010).
Quan se li va demanar que nomenés tres pel·lícules que va fer que més li agradaven, Nicolaescu va triar Mihai Viteazul (també conegut com a Michael the Brave), Osanda (també coneguda com a The Doom) i Atunci i-am condamnat pe toti la moarte (també conegut com Then I Sentenced Them All to Death).

## Polític
Nicolaescu va començar la seva carrera política durant la revolució romanesa de 1989. En el moment en què es va produir la Revolució era molt conegut i respectat per les seves pel·lícules, a Romania. Va participar activament a la revolució romanesa i la seva aparició i el seu discurs durant la revolució van aportar coherència i claredat a la gent que l'escoltava. El desembre de 1989 va ser rebut amb una gran ovació (el seu nom) per part de la multitud de centenars de milers de romanesos reunits al cor de Bucarest després que Nicolae Ceaușescu deixés el poder el 22 de desembre de 1989. Va demanar calma i va demanar a la multitud que escoltessin i recolzessin Ion Iliescu. Nicolaescu va passar a jugar un important paper polític durant la Revolució i va ser triat per al Senat de Romania en 1992 com a membre de la romanesa Partit Socialdemòcrata. Va deixar el partit l'abril de 2011, tot i que s'hi va tornar a incorporar al cap de només dos dies.
El 2005 Nicolaescu va declarar en una entrevista que no estava content amb la seva decisió d'anar a la política. Va sentir que la política li treia massa del seu preuat temps i per això no va poder fer tantes pel·lícules com abans de la Revolució.

## Vida personal

### Esports i vida personal
Nicolaescu va dir que de jove va practicar molts esports com l'atletisme, l'hípica, la boxa, el tir i el rugbi. Segons la informació pública disponible, Nicolaescu era una persona molt activa i tenia un estil de vida molt disciplinat. Cada dia, fins i tot quan tenia 80 anys, dedicava almenys 1 hora a fer activitat física (gimnàstica, etc.).
Tot i que mai va ser un apassionat del futbol, Nicolaescu va declarar en una entrevista de 2011 per al diari esportiu romanès Gazeta Sporturilor que l'equip de la capital Steaua București va ser el més estimat per ell al llarg del temps, tot i que va jugar a rugbi al Dinamo București. Ho ha explicat dient que li agradaven més les antigues llegendes del Steaua Gheorghe Hagi, László Bölöni i Dan Petrescu que els jugadors del Dinamo. Nicolaescu va declarar en la mateixa entrevista que també li agradaven Ripensia Timișoara i Universitatea Craiova en els seus dies de glòria, però no tant com Steaua.
Nicolaescu es va casar tres vegades. No tenia fills i aquest va ser el seu principal lament.

### Falla de salut i mort
Nicolaescu havia estat diagnosticat des de l'any 2000 amb diverticulitis, una malaltia digestiva benigna i crònica que actuava cada dos anys. El gener de 2008 va ser sotmès a una cirurgia cerebral dues vegades a causa d'un accident. En aquell moment, tenia 78 anys. Els metges no li van donar cap possibilitat d'èxit perquè en el moment de la seva primera operació cerebral estava completament paralitzat. Va haver d'aprendre de nou a caminar, parlar i escriure, i ho va aconseguir amb èxit després de 3 mesos d'intens fisioteràpia i exercici neurològic. No obstant això, després d'aquesta operació cerebral va dir que va canviar radicalment: va començar a sentir la seva edat i va començar a canviar de comportament (més impacient i irritable). En els seus últims anys els problemes de salut li van fer la vida difícil. No obstant això, va continuar dirigint, actuant i planificant noves pel·lícules. Va mantenir intacta la seva gran passió pel cinema fins al final de la seva vida.
El 26 de desembre de 2012 va ingressar amb fibril·lació auricular i un tòrax traumatitzat amb contusió pulmonar a l'Hospital Elias de Bucarest. Es va queixar de dolor a la part baixa de l'abdomen i pèrdua de gana. Després de l'exploració clínica, els metges van concloure que patia un episodi agut de diverticulitis i va rebre tractament per aquesta malaltia. Durant el tractament, l'estat de Nicolaescu va millorar, però el trànsit intestinal no era funcional i l'anàlisi de sang encara era insatisfactori. Els metges van optar per una laparoscòpia exploratòria, que va comportar el descobriment d'una apendicitis aguda perforada complicada amb peritonitis. Després de sotmetre's a una cirurgia, Nicolaescu va desenvolupar complicacions respiratòries, que van provocar una insuficiència respiratòria aguda en 48 hores. Va patir una aturada cardíaca el 3 de gener de 2013 i no va poder ser reanimat pel personal de l'hospital. Va ser declarat mort a les 8:20 GMT+2. El seu cos va ser incinerat el 5 de gener de 2013, tal com desitjava.